# Vem vet, Mr Allison
Vem vet, Mr Allison är en amerikansk film från 1957. 

## Handling
Marinkorpral Allison blir skeppsbruten på en stillahavsö under andra världskriget, det finns en enda person till på ön, Angela som är nunna. Deras personligheter är helt motsatta, den oskuldsfulla nunnan och den tuffe soldaten, men mot alla odds börjar de långsamt att bli kära i varandra.

## Om filmen
Filmen är inspelad på Tobago. Den hade världspremiär i Västtyskland den 19 april 1957 och svensk premiär den 27 maj samma år, åldersgränsen är 15 år.
Filmen var Oscarsnominerad i två kategorier 1958, men blev utan pris.

## Rollista (komplett)
- Deborah Kerr - syster Angela
- Robert Mitchum - korpral Allison